# Amsterdam Roots Festival
Het Amsterdam Roots Festival is een jaarlijks cultureel festival in Amsterdam met muziek uit de hele wereld, maar ook theater, circus, dans, gesprekken en gesproken woord. Bij dit evenement staan artiesten centraal die zich laten inspireren door hun culturele wortels ('roots').
Optredens en activiteiten vinden plaats op verschillende en wisselende locaties, waaronder het Bimhuis, Muziekgebouw aan 't IJ, Paradiso, Melkweg, Pakhuis de Zwijger, Koninklijk Concertgebouw. De jaarlijkse afsluiting is het gratis toegankelijke Roots Open Air in het Oosterpark. Het Amsterdam Roots festival trekt ongeveer 20.000 bezoekers per jaar.

## Geschiedenis
In 1983 vond de eerste editie plaats in de Melkweg, toen onder de naam 'Africa Roots Festival’. In het kader van Amsterdam Culturele Hoofdstad vond het festival in 1987 grootschalig plaats als Amsterdam Roots Meeting. In 1988 werd de naam van het festival aangepast naar 'World Roots Festival' en sinds 1998 heeft het evenement zijn huidige naam.
Oorspronkelijk was het festival sterk gericht op wereldmuziek. Sinds 2017 heeft het zich ontwikkeld tot een multidisciplinair festival.
In 2020 werd het festival vanwege de coronapandemie vervangen door een digitale editie (zie ook Coronacrisis in Nederland). In 2021 kon het festival met beperkingen weer in fysieke vorm doorgaan; bezoekers moesten een testbewijs laten zien en een kaartje kopen.
In 2023 werd het festival vanwege financiële problemen ingekort tot een gratis toegankelijke dag in het Oosterpark .

## Optredende artiesten
Op het festival hebben onder andere de volgende artiesten opgetreden:
- Habib Koité (Mali) (2022)
- Klezmatics (Verenigde Staten) (2018)
- Altin Gün (Nederland/Turkije) (2017)
- Nahawa Doumbia (Mali) 2017)
- Black Uhuru (Jamaica) (2015)
- The Paradise Bangkok Molam International Band (Thailand) (2015)
- Mayra Andrade (Kaapverdië) (2014)
- Emel Mathlouthi (Tunesië) (2013)
- Rokia Traoré (Mali) (2013)
- Ana Moura (Portugal) (2012)
- Typhoon (Nederland) (2012)
- Fatoumata Diawara (Mali) (2010)
- Lura (Portugal) 2010
- Souad Massi (Algerije) (2009, 2006)
- Oumou Sangaré (Mali) (2008)
- Ana Moura (Portugal) (2008)
- Gilberto Gil e Grupo (Brazilië) (2006)
- Khaled (Algerije) (2005)
- Gipsy Kings (Frankrijk) (2005)
- Sevara Nazarkhan (Oezbekistan) (2004)
- Youssou N’Dour (Senegal) (1986, 1997, 2001)
- The Skatalites (Jamaica) (2001)
- Cristina Branco (Portugal) (2001)
- Mostar Sevdah Reunion (Bosnië) (2000)
- Ravi Shankar (India) (2000)
- Yulduz Usmanova (Oezbekistan, 1999)
- Dulce Pontes (Portugal) (1998)
- Huun-Huur-Tu (Tuva) (1996)
- Capercaillie (Schotland) (1996)
- Salif Keita (Mali) (1995)
- Totó la Momposina (Colombia) (1995)
- Baaba Maal (Senegal) (1993, 1996)
- Värttinä (Finland) (1993)
- Zap Mama (Zaïre, België) (1992, 1999)
- Mari Boine (Noorwegen) (1991)
- Bi Kidude (Zanzibar) (1990)
- Ali Farka Touré (Mali) (1988)
- Márta Sebestyén (Hongarije) (1988)
- Roots Syndicate (Suriname/Nederland) (1988)
- Thione Seck (Senegal) (1987, 1990)
- Cheb Mami (Algerije) (1986)
- Trafassi (Suriname/Nederland) (1984)